# Rückenfigur

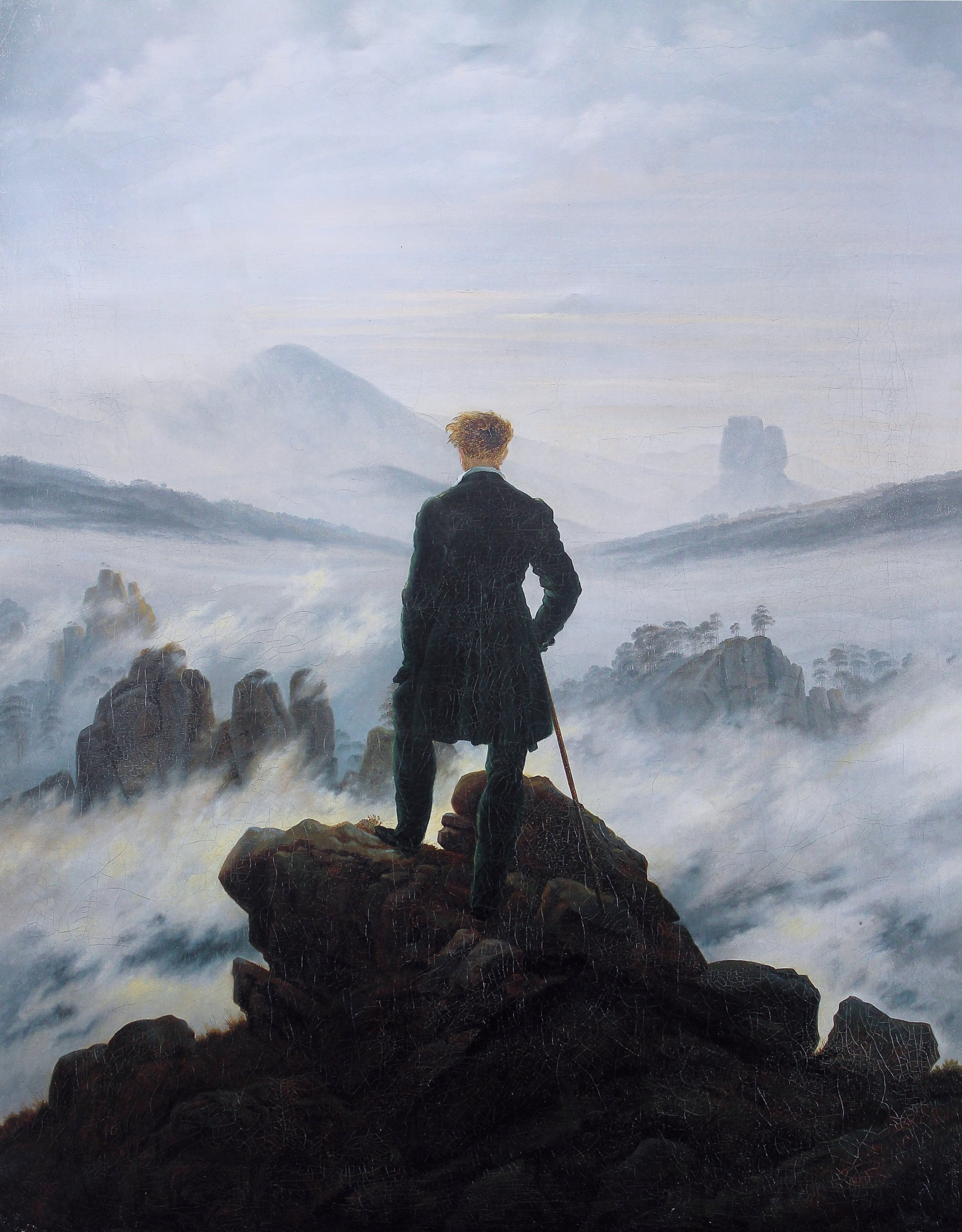
Um exemplo famoso de Rückenfigur. Der Wanderer über dem Nebelmeer de Caspar David Friedrich, 1818.

Rückenfigur, ou figura vista de trás, é uma técnica da pintura, da arte gráfica, fotografia e filme. De forma geral, uma pessoa é vista por trás no primeiro plano da imagem, contemplando a visão anterior a ela, e é um meio pelo qual o espectador pode identificar-se com a figura  e, em seguida, recriar o espaço a ser transmitido. Rückenfigur remonta à antiguidade e desde então tem sido empregado em diferentes eras, contextos e estilos artísticos. O artista romântico alemão Caspar David Friedrich frequentemente utilizava-se da Rückenfiguren ao retratá-la em suas pinturas paisagísticas. 